# Catharina-Amalia của Hà Lan
Vương nữ Catharina-Amalia (Catharina-Amalia Beatrix Carmen Victoria; sinh ngày 7 tháng 12 năm 2003) là con trưởng của vua Willem-Alexander và Vương hậu Máxima của Hà Lan. Cô hiện đang đứng đầu trong dòng kế vị ngai vàng của Vương quốc Hà Lan, bao gồm cả các lãnh thổ phụ thuộc: Curaçao, Aruba và Sint Maarten.
Vương nữ Catharina-Amalia được sinh ra ở The Hague, là người con lớn nhất của vua Willem-Alexander và Vương hậu Máxima. Cô là cháu gái thứ hai của Nữ vương Beatrix và Vương tế Klaus. Cô đã trở thành người thừa kế ngai vàng của Vương quốc Hà Lan, sau khi cha của cô lên ngôi vua vào ngày 30 tháng 4 năm 2013. Vương nữ Catharina-Amalia sống cùng với gia đình tại Villa Eikenhorst ở Wassenaar. Cô đi học tại Trường tiểu học công lập Bloemcamp thuộc thành phố này.

## Sinh và rửa tội

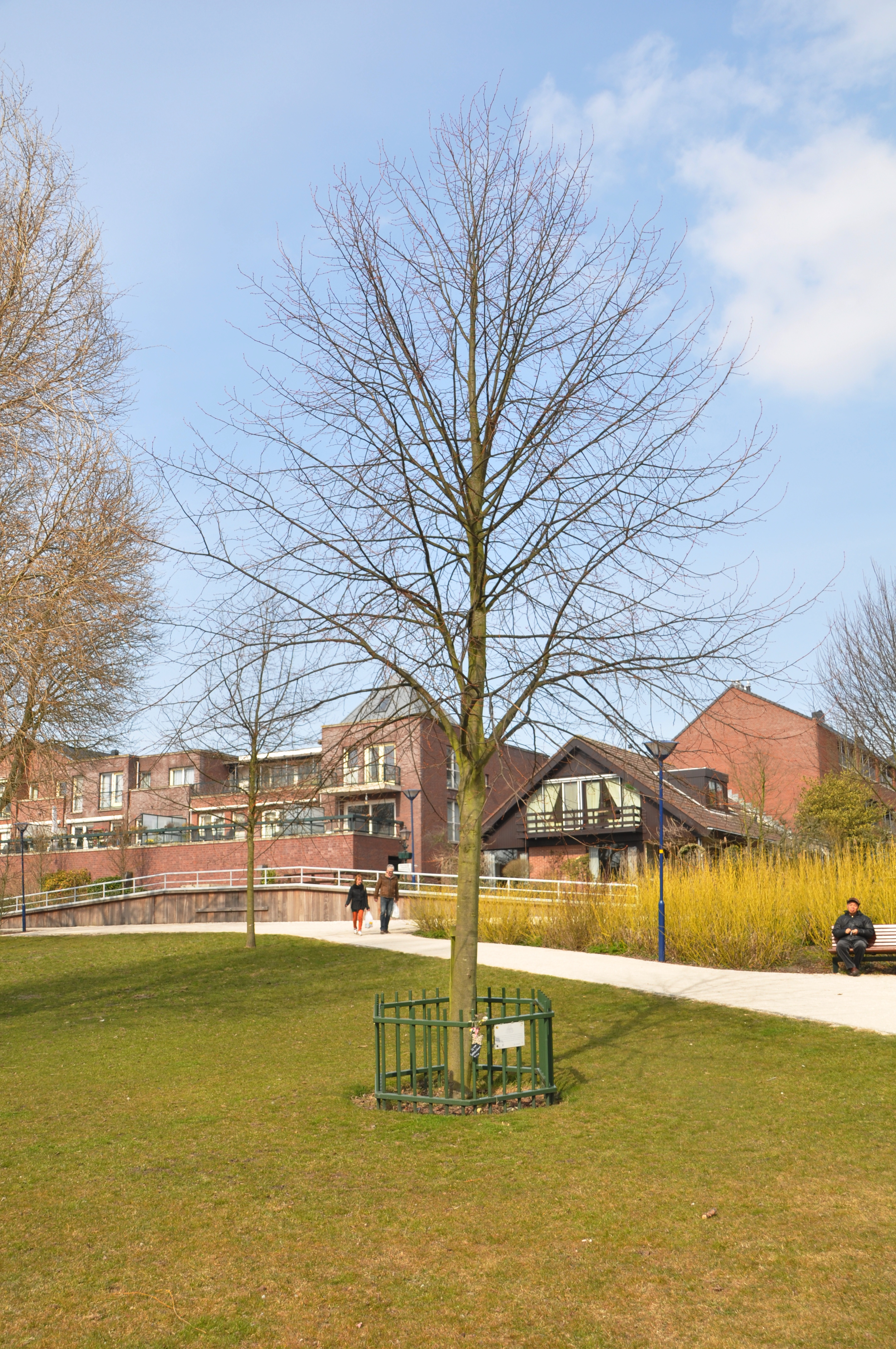
This common linden tree in Zoetermeer was planted in honour of the birth of Princess Catharina-Amalia

Vương nữ Catharina-Amalia được sinh ra vào lúc 17:01 CET ngày 7 tháng 12 năm 2003 tại Bệnh viện Bronovo ở Den Haag. Cô là con gái đầu lòng của Thân vương Willem-Alexander và Thân vương phi Máxima, và cháu thứ hai của Nữ vương Beatrix và Vương tế Klaus. Sau khi sự kiện cô ra đời được công bố, 101 bức ảnh chào đời của cô đã được trình chiếu cho công chúng tại bốn địa điểm ở Vương quốc Hà Lan: Den Helder và Den Haag, Hà Lan, Willemstad tại Antilles Hà Lan, và Oranjestad thuộc Aruba.
Ông bà ngoại của vương nữ Catharina-Amalia là Jorge Zorreguieta và María del Carmen Cerruti Carricart, bị cấm không được tham dự đám cưới của bố mẹ cô năm 2002 do sự tham gia của Zorreguieta trong chế độ độc tài của Tổng thống Argentina Jorge Rafael Videla, nhưng đã có mặt tại lễ rửa tội của cô.

## Địa vị
Trong luật kế vị ngai vàng của Hà Lan từ năm 1814 đến năm 1887, ngai vàng sẽ được truyền cho trưởng nữ nếu Đức vua đương nhiệm không có con trai. Tuy nhiên, từ năm 1983 ngai vàng của Vương thất Hà Lan được truyền qua nhiều thế hệ theo chế độ ưu tiên quyền con trưởng bất kể giới tính.
Vương nữ Catharina-Amalia hiện đứng đầu trong dòng kế vị ngai vàng của Vương quốc Hà Lan và cô sẽ trở thành Nữ vương thứ tư trong lịch sử Hà Lan sau bà sơ - Nữ vương Wilhelmina, bà cố - Nữ vương Juliana và bà nội - Nữ vương Beatrix. Cô cùng với 4 người thừa kế  khác là Ingrid Alexandra của Na Uy, Élisabeth của Bỉ, Leonor của Tây Ban Nha và Estelle của Thụy Điển sẽ trở thành những Nữ vương tương lai của châu Âu.

## Nữ Thân vương xứ Oranje
Thân vương/Nữ Thân vương xứ Oranje là một tước hiệu ban đầu gắn liền với Thân vương quốc Oranje, ngày nay là miền nam của Pháp và hiện thuộc chủ quyền của Hà Lan. Từ thế kỷ 19, tước hiệu này được chỉ định cho người thừa kế ngai vàng của Vương quốc Hà Lan. Ban đầu được giữ bởi người thừa kế là nam giới. Kể từ năm 1983, với sự thế tập về quyền con trưởng, tước hiệu sẽ là Thân vương xứ Orange nếu người thừa kế là nam và Nữ Thân vương xứ Orange nếu người thừa kế là nữ.
Vương nữ Catharina-Amalia được tấn phong là Nữ Thân vương xứ Orange vào ngày 30 tháng 4 năm 2013, sau khi cha cô - Willem-Alexander kế vị ngai vàng từ bà nội cô - Nữ vương Beatrix.

## Tước hiệu

Ký hiệu vương thất của Vương nữ Catharina-Amalia

- 7 tháng 12 năm 2003 - 30 tháng 4 năm 2013: Vương tôn nữ Catharina-Amalia của Hà Lan và Orange-Nassau Điện hạ (Her Royal Highness Princess Catharina-Amalia of the Netherlands, Princess of Orange-Nassau)
- 30 tháng 4 năm 2013 - nay: Vương nữ Catharina-Amalia của Hà Lan và Orange-Nassau, Nữ Thân vương xứ Orange Điện hạ (Her Royal Highness Princess Catharina-Amalia of the Netherlands, Princess of Orange-Nassau, The Princess of Orange)